# Чаршав
Чаршав (тур. çarşaf) или плахта, такође и чаршаф, постељно је рубље у облику танке, правоугаоне тканина, која се обично користи за прекривање душека или уместо пресвученог горњег прекривача. Најчешће се прави од памука, лана или свиле. Такође се прави у памучно-фланелској, полиестерско-памучној (50:50) комбинацији.
Стандардне величине чаршава у хотелима су 1.800х2.600mm (за кревете величине 1х2m), 2.000x2.500mm и прекривач 2.800х2.500 mm (за кревете величине 1.5х2m).
Чаршав се првенствено користи ради хигијене, али и ради удобности и улепшавања изгледа кревета. Традиционално су били беле боје, док се данас користе и друге боје. Боја би требало да буде таква да може добро да прекрије евентуалне мрље, а квалитет материјала би требало да буде такав да може да издржи прање и чишћење, тако да не избледи или да не дође до деформације облика, тегљења или скупљања.